# لاتشآباد (مقاطعة فارياب)
لاتشآباد (بالفارسية: لاچ‌آباد) هي مستوطنة تقع في البلدة المركزية في إيران. يقدر عدد سكانها بـ 27 نسمة بحسب إحصاء 2016.